# Кэвелл, Стэнли
Стэнли Кэвелл (Stanley Louis Cavell, при рождении Голдстейн, англ. Goldstein; 1 сентября 1926, Атланта, Джорджия — 19 июня 2018, Бостон, Массачусетс) — американский философ, работавший в областях эстетики, языка, литературы, кино, морали и истории философии.
Доктор философии (1961), эмерит-профессор Гарвардского университета.
Лауреат стипендии Мак-Артура (1992).

## Биография
Родился в семье еврейских эмигрантов; его отец был ювелиром и торговцем, а мать — одарённой пианисткой, привившей сыну любовь к музыке. В годы Великой депрессии семья несколько раз переезжала из Атланты в Сакраменто (Калифорния) и обратно. В 1943 году Стэнли окончил школу в Сакраменто и, поменяв фамилию на Кэвелл, в возрасте 16 лет поступил в Калифорнийский университет в Беркли, где изучал музыку. После окончания университета в 1947 году со степенью бакалавра музыки, он, джазовый пианист, поступил в Джульярдскую школу. Однако затем Кэвелл поступает в аспирантуру Калифорнийского университета в Лос-Анджелесе, где обнаруживает своё влечение к философии. Перевёлся в Гарвард и получил там степень доктора философии по философии, а с 1953 по 1956 год состоял младшим фелло Harvard Society of Fellows. Затем возвратился в Беркли, где преподавал на протяжении шести лет. С 1963 года вновь преподавал в Гарвардском университете, являлся там именным профессором (Walter M. Cabot Professor of Aesthetics and the General Theory of Value), эмеритом с 1997 года.
Сооснователь вместе с Робертом Гарднером Harvard Film Archive (в 1979).
Президент Американской философской ассоциации.
У него учились Nancy Bauer (philosopher), Элис Крари, Sandra Laugier и Сьюзен Нейман. Среди его друзей — Richard Moran (philosopher).
Основные интересы С. Кэвелла находятся на пересечении аналитической (Остин, Витгенштейн) и континентальной (Хайдеггер, Ницше) традиций с американской философией (Эмерсон, Торо) и искусством (Шекспир, кино и опера), а также психоанализом.
Был женат на Marcia Schmid, развелись. В 1967 году женился на Cathleen Cohen. Два сына, дочь, внуки.
Проживал в Бруклайне (Массачусетс).
Умер от сердечной недостаточности.
Автор 18 книг, одной из наиболее известных из которых называют «Pursuits of Happiness: The Hollywood Comedy of Remarriage».
Автор мемуаров Little Did I Know (2010).
Награды и отличия
- Стипендия Мак-Артура (1992)
- Harvard Centennial Medal[англ.] (2000)
- Romanell Phi Beta Kappa Professorship (2004)
- Morton Dauwen Zabel Award in Criticism

Почётные степени.

## Книги
- Must We Mean What We Say? (1969)
- The World Viewed: Reflections on the Ontology of Film (1971)
- The Senses of Walden (1972)
- The Claim of Reason (1979)
- Pursuits of Happiness: The Hollywood Comedy of Remarriage (1981)
- Disowning Knowledge: In Six Plays of Shakespeare (1987)
- Philosophical Passages: Wittgenstein, Emerson, Austin, Derrida (1995)
- Cities of Words (2004) — последняя крупная работа[4]
- Little Did I Know (2010)